# Gabriel Villela
Antônio Gabriel Santana Villela (Carmo do Rio Claro, 1958) é um diretor de teatro, cenógrafo e figurinista brasileiro. Dirigiu mais de 45 espetáculos entre adultos e infantis.
Formou-se no curso de formação de diretores da Escola de Comunicação e Artes da Universidade de São Paulo (ECA-USP).

## Biografia
Os espetáculos que o tornaram conhecidos do grande público foram Vem Buscar-me Que Ainda Sou Teu, de Carlos Alberto Soffredini e Concílio do Amor, de Oscar Panizza, nos anos 1980 e ainda "Romeu e Julieta" com o Grupo Galpão. Mas suas outras encenações de Shakespeare como "Sua Incelença Ricardo III" (2010), "Macbeth" (2012) e "A Tempestade" (2015/2016), e recentemente "Estado de Sítio" (2018), "Boca de Ouro" (2017/2018) e "Hoje é Dia de Rock" (2018) merecem destaque. Além, claro, dos lindos musicais de Chico Buarque: "A Ópera do Malandro", "Os Saltimbancos" e "Gota d´Água" (2000 a 2003).
Participou de vários festivais internacionais. Seu espetáculo, Romeu e Julieta, foi apresentado por duas temporadas no Globe Theatre, em Londres. Dirigiu óperas, peças de teatro, espetáculos de dança, espetáculos de música (Maria Bethânia, Milton Nascimento, Elba Ramalho, Grupo Tambolelê e Ivete Sangalo) e um especial para a televisão (A paixão segundo Ouro Preto, 2001, TV Globo). Foi diretor artístico do Teatro Glória (RJ), de 1997 a 1999, e do TBC (SP), de 2000 a 2001.
Além de premiado diretor teatral (10 Prêmios Shell, 9 APCA´s, 2 Molière, entre outros) Villela tem atuação como cenógrafo e figurinista.

## Carreira

### No teatro
Como diretor
- 1989 - Você vai ver o que você vai ver — de Raymond Queneau, com Rosi Campos e Gérson de Abreu.
- 1989 - O Concílio do Amor — de Oscar Panizza, com Jairo Mattos.
- 1990 - Relações Perigosas — baseado no "Quartett", de H. Muller, com Ruth Escobar e Luiz Guilherme.
- 1990 - Vem buscar-me que ainda sou teu — de C. A. Soffredini, com Laura Cardoso, Xuxa Lopes e Claudio Fontana.
- 1990 - A Vida é Sonho — de Calderón de La Barca, com Regina Duarte e Ileana Kwasinski.
- 1991 - Romeu e Julieta — de Shakespeare, com o Grupo Galpão.
- 1993 - Guerra santa — de Luis Alberto de Abreu, com Beatriz Segall, Umberto Magnani e Cláudio Fontana.
- 1994 - A Falecida — de Nelson Rodrigues, com Maria Padilha, Adriana Esteves e Oscar Magrini.
- 1994 - A Rua da Amargura — de Eduardo Garrido, com o Grupo Galpão.
- 1995 - Torre de Babel — de Fernando Arrabal, com Marieta Severo.
- 1996 - Mary Stuart — de Schiller, com Renata Sorrah e Xuxa Lopes.
- 1996 - O Mambembe — de Arthur Azevedo, com Leopoldo Pacheco, Lavínia Pannunzio,  Zezeh Barbosa, Ângela Dip, Walter Breda, Maria do Carmo Soares.
- 1996 - O Sonho — de Strindberg, com atores do TCA - Salvador.
- 1996 - Ventania — de Alcides Nogueira, com Sílvia Buarque e Eriberto Leão
- 1997 - A Aurora da Minha Vida — de Naum Alves de Souza, com núcleo de atores do Teatro Guaíra, do Paraná.
- 1997 - A Vida é Sonho — de C. de La Barca, com núcleo de atores do teatro Glória.
- 1997 - Morte e Vida Severina — de João Cabral de Melo Neto, com núcleo de atores do teatro Glória (RJ).
- 1999 - Alma de todos os tempos — ópera-rock, com Eriberto Leão.
- 2000 - Replay — de Max Miller, com Raul Gazolla, Claudio Fontana, Vera Zimmermann  e Leopoldo Pacheco.
- 2000 - A ópera do malandro — de Chico Buarque, com núcleo de atores do TBC (SP), Marcelo Várzea, Vera Mancini, Sérgio Rufino   .
- 2001 - Os Saltimbancos — de Chico Buarque, com núcleo de atores do TBC (SP), Eduardo Silva, Vera Zimmermann .
- 2001 - Gota d'Água — de Chico Buarque, com núcleo de atores do TBC (SP) Cleide Queiroz .
- 2002 - A Ponte e a Água da Piscina — de Alcides Nogueira, com Walderez de Barros, Claudio Fontana e Vera Zimmermann.
- 2003 - Os Saltimbancos — de Chico Buarque, com núcleo de atores do Teatro do Campo Alegre, Seiva Trupe (Portugal).
- 2003 - Quartett — de H. Muller, com núcleo de atores do Teatro do Campo Alegre, Seiva Trupe (Portugal).
- 2004 - Fausto Zero — de Goethe, com Walderez de Barros e Vera Zimmermann.
- 2005 - Apareceu a Margarida — de R. Athayde, com Junior Sampaio e Hugo Linhares (Portugal).
- 2006 - Esperando Godot — de Samuel Beckett, com Bete Coelho, Magali Biff, Lavínia Pannunzio e Vera Zimmermann.
- 2006 - Leonce e Lena — de Georg Büchner, com Luiz Päetow e núcleo de atores do SESC.
- 2007/2008 - Salmo 91— de Dib Carneiro Neto, com Ando Camargo, Pedro Henrique Moutinho, Pascoal da Conceição, Rodrigo Fregnan e participação especial de Rodolfo Vaz, do Grupo Galpão.
- 2008/2009 - Calígula - de Albert Camus com tradução de Dib Carneiro Neto, com Thiago Lacerda, Magali Biff e Claudio Fontana
- 2010 - Vestido de Noiva - de Nélson Rodrigues com Leandra Leal, Marcello Antony, Vera Zimmermann, Cacá Toledo e outros.
- 2010 - O Soldadinho e a Bailarina - adaptação de Sérgio Módena e Gustavo Wabner com Luana Piovani e Pablo Áscoli
- 2010 - 8 de novembro (estreia em Natal, RN) - "Sua Incelença, Ricardo III", para o Grupo Clowns de Shakespeare (espetáculo de rua)
- 2011 - Crônica da Casa Assassinada, adaptação de Dib Carneiro Neto para o romance de Lúcio Cardoso, com Xuxa Lopes, Cacá Toledo, Maria do Carmo Soares, Letícia Teixeira, Sérgio Rufino e outros.
- 2011 - Hécuba, de Eurípides, com Walderez de Barros, Fernando Neves, Nábia Vilela, Leo Diniz, Flávio Tolezani e outros. Espacialização da Voz: Francesca Della Monica
- 2012 - Macbeth, de William Shakespeare, com Marcello Antony e Claudio Fontana. Antropologia da Voz: Francesca Della Monica
- 2013 - Os Gigantes da Montanha, de Luigi Pirandello, com o Grupo Galpão.
- 2013 - Um Réquiem para Antonio, de Dib Carneiro Neto, com Elias Andreato e Claudio Fontana.
- 2014 - Mania de Explicação, de Adriana Falcão e Luiz Estellita Lins, com Luana Piovani
- 2015/2016 - A Tempestade, de W. Shakespeare, com Celso Frateschi, Chico Carvalho e Helio Cícero
- 2016/2017 - Peer Gynt, de Ibsen, com Chico Carvalho, Cacá Toledo, Maria do Carmo Soares, Romis Ferreira e outros.[2]
- 2017/2018 - Boca de Ouro, de Nelson Rodrigues, com Malvino Salvador, Lavínia Pannunzio, Chico Carvalho, Mel Lisboa, Claudio Fontana, Leonardo Ventura, Cacá Toledo, Guilherme Bueno, Mariana Elisabetsky. Direção musical de Babaya e Jonatan Harold e espacialização da voz com Francesca Della Monica
- 2017/2018 - Hoje é Dia de Rock[3], de José Vicente, produção do Centro Cultural Guaíra, de Curitiba.
- 2018 - Estado de Sítio, de Albert Camus, no SESC Vila Mariana, em São Paulo, com Elias Andreato, Claudio Fontana e Chico Carvalho.
- 2019/20 - O Auto da Compadecida, de Ariano Suassuna, com o Grupo Maria Cutia, de Belo Horizonte
- 2020/22 - Cordel do Amor sem Fim, de Cláudia Barral, com o Grupo Os Geraldos, de Campinas
- 2022 - Henrique IV, de Luigi Pirandello, com Chico Carvalho
- 2022/23 - Ubu Rei, de Alfred Jarry, com o Grupo Os Geraldos, de Campinas

Como cenógrafo

- 1989 - O Concílio do Amor

- 1989 - Você vai ver o que você vai ver
- 1989 - Relações Perigosas
- 1990 - Vem buscar-me que ainda sou teu
- 1990 - A vida é sonho
- 1991 - Romeu e Julieta
- 1993 - A guerra santa
- 1994 - A falecida
- 1994 - A rua da amargura
- 1995 - Seis personagens à procura de um autor (direção de Paulo Autran)
- 1995 - A torre de babel
- 1996 - Mary Stuart
- 1996 - O mambembe
- 1996 - O sonho
- 1996 - Ventania
- 1999 - Alma de todos os tempos
- 2000 - Replay
- 2000 - O homem do caminhio (direção de Sergio Mamberti)
- 2000 - O rei da vela (direção de Enrique Diaz)
- 2001 - Pólvora e Poesia
- 2004 - Fausto Zero
- 2005 - Apareceu a Margarida
- 2006 - Esperando Godot
- 2007 - Andaime (direção de Elias Andreato)
- 2007-2008 - Salmo 91
- 2010 - O Soldadinho e a Bailarina
- 2010 - "Sua Incelença, Ricardo III"
- 2011 - "Crônica da Casa Assassinada"
- 2011 - Hécuba
- 2012 - Macbeth
- 2013 - "Os Gigantes da Montanha"
- 2015 - "A Tempestade"
- 2016 - "Peer Gynt"
- 2017 - "Boca de Ouro"
- 2017 - "Hoje é Dia de Rock"
- 2019/20 - O Auto da Compadecida
- 2020/22 - Cordel do Amor sem Fim
- 2022/23 - Ubu Rei

Como figurinista
- 1989 - O concílio do amor
- 1989 - Você vai ver o que você vai ver
- 1990 - Vem buscar-me que ainda sou teu
- 1990 - A vida é sonho
- 1993 - A guerra santa
- 1994 - A falecida
- 1994 - A rua da amargura
- 1995 - Torre de babel
- 1996 - Mary Stuart
- 1996 - O mambembe
- 1996 - O sonho
- 1996 - Ventania
- 1997 - A aurora da minha vida
- 1997 - A vida é sonho
- 1997 - Morte e vida severina
- 1999 - Alma de todos os tempos
- 2000 - O homem do caminho (direção de Sergio Mamberti)
- 2000 - Replay
- 2000 - A ópera do malandro
- 2001 - Pólvora e poesia
- 2001 - Os saltimbancos
- 2001 - Gota d'água
- 2002 - A ponte e a água de piscina
- 2003 - Quartett
- 2003 - Os saltimbancos
- 2004 - Fausto Zero
- 2005 - Apareceu a Margarida
- 2006 - Esperando Godot
- 2006 - Leonce e Lena
- 2007 - Andaime (direção de Elias Andreato)
- 2007-2008 - Salmo 91
- 2009 - Calígula
- 2010 - Vestido de Noiva
- 2010 - O Soldadinho e a Bailarina
- 2010 - Sua Incelença Ricardo III
- 2011 - Crônica da Casa Assassinada
- 2011 - Hécuba
- 2012 - Macbeth
- 2013 - Os Gigantes da Montanha
- 2013 - "Um Réquiem para Antonio"
- 2014 - "Mania de Explicação"
- 2015 - "A Tempestade"
- 2016 - "Peer Gynt"
- 2016 - "Esperando Godot" (direção de Elias Andreato)
- 2017 - "Boca de Ouro"
- 2017 - "Hoje é Dia de Rock"
- 2018 - "Estado de Sítio"
- 2019/20 - O Auto da Compadecida
- 2020/22 - Cordel do Amor sem Fim
- 2022 - Henrique IV, de Luigi Pirandello
- 2022/23 - Ubu Rei, de Alfred Jarry

Como autor
- 2000 - Alma de todos os tempos